# Reteporellina samoënsis
Reteporellina samoënsis är en mossdjursart som beskrevs av Gordon 1989. Reteporellina samoënsis ingår i släktet Reteporellina och familjen Phidoloporidae. Inga underarter finns listade i Catalogue of Life.